# Villebois-Lavalette
 Villebois-Lavalette  es una población y comuna francesa, en la región de Poitou-Charentes, departamento de Charente, en el distrito de Angoulême y cantón de Villebois-Lavalette.

## Demografía
| 672 | 663 | 772 | 749 | 765 | 730 |
| Para los censos de 1962 a 1999 la población legal corresponde a la población sin duplicidades (Fuente: INSEE [Consultar]) |     |     |     |     |     |